# Julia Cohen
Julia Cohen (n. 23 de marzo de 1989) es una tenista profesional estadounidense. En su carrera ha llegado a una final WTA en 2012. También ha conquistado cinco títulos ITF de individuales y tres de dobles.

## Títulos (0)

### Individuales (0)
| Leyenda               |
| Grand Slam (0)        |
| WTA Championships (0) |
| Premier (0)           |
| International (0)     |

#### Finalista (1)
| Leyenda               |
| Grand Slam (0)        |
| WTA Championships (0) |
| Premier (0)           |
| International (1)     |

| No. | Fecha               | Torneo | Superficie | Oponente en la final | Resultado |
| 1.  | 28 de julio de 2012 | Bakú   | Dura       | Bojana Jovanovski    | 3-6, 1-6  |